# Coppa Intertoto 1972
La Coppa Intertoto 1972 è stata la sesta edizione di questa competizione (la dodicesima, contando anche quelle della Coppa Rappan) gestita dalla SFP, la società di scommesse svizzera.
Non era prevista la fase finale fra le vincitrici della fase a gironi della fase estiva. Le squadre che si imponevano nei singoli raggruppamenti venivano considerate tutte vincenti a pari merito e ricevevano, oltre ad un piccolo trofeo, un cospicuo premio in denaro.

## Partecipanti
| Nazione                   | Squadra                                                               | Campionato | Note                                                                                              |
| ------------------------- | --------------------------------------------------------------------- | --- | ------------------------------------------------------------------------------------------------- |
| Cecoslovacchia (bandiera) | Slovan Bratislava ZVL Žilina Slavia Praga Nitra                       | Vicecampione di Cecoslovacchia 1971-72 5º campionato di Cecoslovacchia 1971-72 7º campionato di Cecoslovacchia 1971-72 10º campionato di Cecoslovacchia 1971-72         |                                                                                                   |
| Germania (bandiera)       | Eintracht Braunschweig RW Oberhausen Hannover 96 Alemannia Aquisgrana | 12º campionato di Germania Ovest 1971-72 15º campionato di Germania Ovest 1971-72 16º campionato di Germania Ovest 1971-72 4º Regionalliga West 1971-72                 | Vincitrice della Coppa Intertoto Girone 6 nell'anno precedente                                    |
| Svizzera (bandiera)       | Zurigo Grasshoppers Young Boys Winterthur                             | Vicecampione di Svizzera 1971-72 3º campionato di Svizzera 1971-72 5º campionato di Svizzera 1971-72 6º campionato di Svizzera 1971-72                                  | Vincitrice Coppa di Svizzera 1971-72                                                              |
| Polonia (bandiera)        | Stal Mielec Odra Opole Zagłębie Wałbrzych Wisła Cracovia              | 5º campionato di Polonia 1971-72 7º campionato di Polonia 1971-72 8º campionato di Polonia 1971-72 9º campionato di Polonia 1971-72                                     | Vincitrice della Coppa Intertoto Girone 2 nell'anno precedente                                    |
| Svezia (bandiera)         | Malmö FF Åtvidaberg IFK Norrköping Djurgården Örgryte Landskrona BoIS | Campione di Svezia 1971 Vicecampione di Svezia 1971 3º campionato di Svezia 1971 4º campionato di Svezia 1971 5º campionato di Svezia 1971 6º campionato di Svezia 1971 | Vincitrice Coppa di Svezia 1970-71,Vincitrice della Coppa Intertoto Girone 5 nell'anno precedente |
| Austria (bandiera)        | SSW Innsbruck VÖEST Linz Austria Salisburgo First Vienna              | Campione d'Austria 1971-72 3º campionato d'Austria 1971-72 4º campionato d'Austria 1971-72 9º campionato d'Austria 1971-72                                              | Vincitrice della Coppa Intertoto Girone 7 nell'anno precedente                                    |
| Danimarca (bandiera)      | Vejle Hvidovre Frem AB                                                | Campione di Danimarca 1971 Vicecampione di Danimarca 1971 3º campionato di Danimarca 1971 12º campionato di Danimarca 1971                                              |                                                                                                   |
| Francia (bandiera)        | Saint-Étienne Nizza                                                   | 6º campionato di Francia 1971-72 8º campionato di Francia 1971-72 |                                                                                                   |

## Squadre partecipanti
La fase a gironi del torneo era composta da otto gruppi di quattro squadre ciascuno, le squadre che si imponevano nei singoli raggruppamenti venivano considerate tutte vincenti a pari merito.
Rispetto alla Coppa dell'edizione precedente, rientrano le squadre della Francia.
- In giallo le vincitrici dei gironi.

|          | Austria            | Cecoslovacchia    | Danimarca | Francia       | Germania Ovest         | Polonia            | Svezia          | Svizzera     |
| Girone 1 | SSW Innsbruck      | Nitra             | AB        | -             | -                      | -                  | Örgryte         | -            |
| Girone 2 | Austria Salisburgo | -                 | -         | -             | -                      | Zagłębie Wałbrzych | IFK Norrköping  | Winterthur   |
| Girone 3 | -                  | -                 | -         | Saint-Étienne | -                      | Wisła Cracovia     | Åtvidaberg      | Young Boys   |
| Girone 4 | -                  | Slavia Praga      | -         | Nizza         | Alemannia Aquisgrana   | -                  | Malmö FF        | -            |
| Girone 5 | First Vienna       | Slovan Bratislava | -         | -             | -                      | -                  | Djurgården      | Zurigo       |
| Girone 6 | -                  | ZVL Žilina        | Vejle     | -             | Eintracht Braunschweig | -                  | Landskrona BoIS | -            |
| Girone 7 | -                  | -                 | Hvidovre  | -             | Hannover 96            | Stal Mielec        | -               | Grasshoppers |
| Girone 8 | VÖEST Linz         | -                 | Frem      | -             | RW Oberhausen          | Odra Opole         | -               | -            |

## Risultati
Date: 24 giugno (1ª giornata), 1º luglio (2ª giornata), 8 luglio (3ª giornata), 15 luglio (4ª giornata), 22 luglio (5ª giornata) e 29 luglio 1972 (6ª giornata). Alcuni recuperi sono stati disputati il 5 agosto 1972.

### Girone 1
| Squadra       | Pti | G | V | N | P | GF | GS | DR  |
| ------------- | --- | - | - | - | - | -- | -- | --- |
| Nitra         | 12  | 6 | 6 | 0 | 0 | 19 | 5  | +14 |
| SSW Innsbruck | 4   | 6 | 2 | 0 | 4 | 12 | 13 | –1  |
| AB            | 4   | 6 | 2 | 0 | 4 | 10 | 13 | –1  |
| Örgryte       | 4   | 6 | 2 | 0 | 4 | 11 | 21 | –10 |

|           | Nit | Inn | AB  | Örg |
| --------- | --- | --- | --- | --- |
| Nitra     |     | 4-1 | 2-0 | 3-0 |
| Innsbruck | 0-1 |     | 3-1 | 5-1 |
| AB        | 2-3 | 2-1 |     | 2-4 |
| Örgryte   | 2-6 | 4-2 | 0-3 |     |

### Girone 2
| Squadra            | Pti | G | V | N | P | GF | GS | DR |
| ------------------ | --- | - | - | - | - | -- | -- | -- |
| IFK Norrköping     | 8   | 6 | 3 | 2 | 1 | 10 | 7  | +3 |
| Austria Salisburgo | 8   | 6 | 4 | 0 | 2 | 11 | 9  | +2 |
| Winterthur         | 6   | 6 | 2 | 2 | 2 | 9  | 8  | +1 |
| Zagłębie Wałbrzych | 2   | 6 | 0 | 2 | 4 | 3  | 9  | –6 |

|            | Nor | Aus | Win | Gór |
| ---------- | --- | --- | --- | --- |
| Norrköping |     | 2-1 | 0-2 | 1-1 |
| Austria    | 2-4 |     | 3-2 | 2-0 |
| Winterthur | 1-1 | 1-2 |     | 3-2 |
| Górnik     | 0-2 | 0-1 | 0-0 |     |

### Girone 3
| Squadra        | Pti | G | V | N | P | GF | GS | DR  |
| -------------- | --- | - | - | - | - | -- | -- | --- |
| Saint-Étienne  | 10  | 6 | 4 | 2 | 0 | 12 | 2  | +10 |
| Wisła Cracovia | 7   | 6 | 2 | 3 | 1 | 13 | 3  | +10 |
| Young Boys     | 4   | 6 | 1 | 2 | 3 | 4  | 17 | –13 |
| Åtvidaberg     | 3   | 6 | 1 | 1 | 4 | 6  | 12 | –6  |

|               | S-É | Wis | Y.B | Åtv |
| ------------- | --- | --- | --- | --- |
| Saint-Étienne |     | 0-0 | 0-0 | 3-0 |
| Wisła         | 0-1 |     | 8-0 | 1-1 |
| Young Boys    | 0-5 | 1-1 |     | 2-1 |
| Åtvidaberg    | 2-3 | 0-2 | 2-1 |     |

### Girone 4
| Squadra              | Pti | G | V | N | P | GF | GS | DR |
| -------------------- | --- | - | - | - | - | -- | -- | -- |
| Slavia Praga         | 7   | 6 | 2 | 3 | 1 | 9  | 5  | +4 |
| Malmö FF             | 7   | 6 | 3 | 1 | 2 | 15 | 12 | +3 |
| Nizza                | 5   | 6 | 2 | 1 | 3 | 11 | 14 | –3 |
| Alemannia Aquisgrana | 5   | 6 | 2 | 1 | 3 | 7  | 11 | –4 |

|           | Sla | Mal | Niz | Ale |
| --------- | --- | --- | --- | --- |
| Slavia    |     | 0-0 | 4-0 | 1-0 |
| Malmö     | 2-1 |     | 4-1 | 5-1 |
| Nizza     | 2-2 | 6-2 |     | 2-0 |
| Alemannia | 1-1 | 3-2 | 2-0 |     |

### Girone 5
La partita Slovan-First, in programma il 24 giugno, è stata rinviata al 5 agosto poiché i giocatori viennesi non avevano potuto entrare in Cecoslovacchia: gli era stato negato il visto d'ingresso perché portavano i capelli troppo lunghi.
| Squadra           | Pti | G | V | N | P | GF | GS | DR |
| ----------------- | --- | - | - | - | - | -- | -- | -- |
| Slovan Bratislava | 10  | 6 | 5 | 0 | 1 | 16 | 7  | +9 |
| First Vienna      | 6   | 6 | 2 | 2 | 2 | 9  | 10 | –1 |
| Zurigo            | 5   | 6 | 1 | 3 | 2 | 8  | 8  | 0  |
| Djurgården        | 3   | 6 | 1 | 1 | 4 | 6  | 14 | –8 |

|            | Slo | Fir | Zur | Dju |
| ---------- | --- | --- | --- | --- |
| Slovan     |     | 5-0 | 0-3 | 4-1 |
| First      | 0-1 |     | 2-2 | 3-0 |
| Zurigo     | 1-3 | 1-1 |     | 0-0 |
| Djurgården | 2-3 | 1-3 | 2-1 |     |

### Girone 6
| Squadra                | Pti | G | V | N | P | GF | GS | DR  |
| ---------------------- | --- | - | - | - | - | -- | -- | --- |
| Eintracht Braunschweig | 9   | 6 | 4 | 1 | 1 | 15 | 5  | +10 |
| ZVL Žilina             | 8   | 6 | 3 | 2 | 1 | 11 | 11 | 0   |
| Landskrona BoIS        | 6   | 6 | 2 | 2 | 2 | 7  | 6  | +1  |
| Vejle                  | 1   | 6 | 0 | 1 | 5 | 5  | 16 | –11 |

|              | Bra | Žil | Lan | Vej |
| ------------ | --- | --- | --- | --- |
| Braunschweig |     | 5-0 | 2-0 | 4-1 |
| Žilina       | 1-1 |     | 1-0 | 3-1 |
| Landskrona   | 3-0 | 2-2 |     | 0-0 |
| Vejle        | 0-3 | 2-4 | 1-2 |     |

### Girone 7
| Squadra      | Pti | G | V | N | P | GF | GS | DR  |
| ------------ | --- | - | - | - | - | -- | -- | --- |
| Hannover 96  | 9   | 6 | 4 | 1 | 1 | 15 | 10 | +5  |
| Grasshoppers | 7   | 6 | 2 | 3 | 1 | 12 | 7  | +5  |
| Stal Mielec  | 7   | 6 | 3 | 1 | 2 | 13 | 12 | +1  |
| Hvidovre     | 1   | 6 | 0 | 1 | 5 | 5  | 16 | –11 |

|              | Han | Gra | Sta | Hvi |
| ------------ | --- | --- | --- | --- |
| Hannover     |     | 3-2 | 4-1 | 3-2 |
| Grasshoppers | 1-1 |     | 1-1 | 1-1 |
| Stal         | 3-2 | 1-4 |     | 5-0 |
| Hvidovre     | 1-2 | 0-3 | 1-2 |     |

### Girone 8
| Squadra       | Pti | G | V | N | P | GF | GS | DR |
| ------------- | --- | - | - | - | - | -- | -- | -- |
| VÖEST Linz    | 7   | 6 | 2 | 3 | 1 | 10 | 8  | +2 |
| Odra Opole    | 6   | 6 | 3 | 0 | 3 | 11 | 8  | +3 |
| RW Oberhausen | 6   | 6 | 2 | 2 | 2 | 11 | 11 | 0  |
| Frem          | 5   | 6 | 2 | 1 | 3 | 9  | 14 | –5 |

|            | Lin | Odr | Obe | Fre |
| ---------- | --- | --- | --- | --- |
| Linz       |     | 2-0 | 1-1 | 3-1 |
| Odra       | 2-0 |     | 4-3 | 4-0 |
| Oberhausen | 2-2 | 1-0 |     | 2-1 |
| Frem       | 2-2 | 2-1 | 3-2 |     |